# Leichtathletik-Weltmeisterschaften der Behinderten 2006/Teilnehmer (Mazedonien)
| stlisierte Goldmedaille | stlisierte Silbermedaille | stlisierte Bronzemedaille |
| ----------------------- | ------------------------- | ------------------------- |
| —                       | —                         | —                         |

Aus Mazedonien nahm ein Athlet bei den Leichtathletik-Weltmeisterschaften der Behinderten 2006 teil.

## Ergebnisse

### Männer
| Athleten     | Wettbewerb | Vorlauf / Vorkampf | Vorlauf / Vorkampf | Halbfinale   | Halbfinale | Finale             | Finale |
| Athleten     | Wettbewerb | Zeit / Weite       | Rang               | Zeit / Weite | Rang       | Zeit / Weite       | Rang   |
| ------------ | ---------- | ------------------ | ------------------ | ------------ | ---------- | ------------------ | ------ |
| Ifraim Ljuta | 100 m T13  | –                  | –                  | 12,01 s      | 7          | nicht qualifiziert | 15     |
| Ifraim Ljuta | 200 m T13  | –                  | –                  | 24,27 s PB   | 6          | nicht qualifiziert | 11     |
| Ifraim Ljuta | 400 m T13  | –                  | –                  | 53,21 s PB   | 2          | 52,77 s PB         | 6      |